# San Isidro Labrador, Ajalpan
San Isidro Labrador är en ort i Mexiko.   Den ligger i kommunen Ajalpan och delstaten Puebla, i den sydöstra delen av landet, 230 km sydost om huvudstaden Mexico City. San Isidro Labrador ligger 1 271 meter över havet och antalet invånare är 264.
Terrängen runt San Isidro Labrador är varierad. Runt San Isidro Labrador är det tätbefolkat, med 427 invånare per kvadratkilometer. Närmaste större samhälle är Tehuacán, 16,2 km nordväst om San Isidro Labrador. Trakten runt San Isidro Labrador består till största delen av jordbruksmark.